# Allt, Herre, lyder dina bud
Allt, Herre, lyder dina bud är ursprungligen en psalmtext av Franciskus av Assisi daterad år 1225. Då benämnd Solsången och anknuten till psaltarens psalmer 135:1-7 och 147: 1, 5, 7-9. Hans text tonsattes av Peter von Brachels och finns med i Geistliche Kirchensäng, som trycktes i Köln år 1623. Texten översattes till svenska av Jan-Eskil Löfkvist 1967. Melodin är i Ess-dur och 3/2-dels takt.

## Publicerad i
- Herren Lever 1977 som nr 801 under rubriken "Lovsånger".
- Psalmer och Sånger 1987 som nr 353 under rubriken "Fader, Son och Ande - Gud, vår Skapare och Fader".[1]